# Leudelange-Gare
Leudelange-Gare (en luxembourgeois : Leidelenger Gare  et en allemand : Leudelingen-Bahnhof) est une localité de la commune luxembourgeoise de Leudelange située dans le canton d'Esch-sur-Alzette.
Elle est constituée autour de la gare de Leudelange située sur la ligne 7 de Luxembourg à Pétange.